# Житие Андрея Юродивого
Житие Андрея Юродивого — жизнеописание Андрея Цареградского (Константинопольского), повествующее о нём и о чудесах, происходивших с ним. Автором данного жития считается Никифор, иерей храма Святой Софии в Константинополе. Согласно житию, Андрей Юродивый жил в V веке, во времена «христолюбивого царя Льва Великого» (император Лев I) и преподобного Даниила Столпника. Сам автор описывает события так, как будто был их свидетелем. Однако житие, несмотря на то, что в его тексте встречаются анахронизмы, упоминаются лица и приметы реалий того времени, не могло быть создано раньше IX—X века.
Болландист К. Яннинг, первый издатель жития Андрея Юродивого, отнес создание жития к X веку, основываясь, кроме всего прочего, на том, что житие Андрея Юродивого могло быть создано по образцу других житий, которые были созданы около X века: Симеона Эмесского, Василия Нового, Нифонта Кипрского. Помимо этого на более позднее происхождение жития указывает и то, что имя Андрея Юродивого появилось в греческих синаксарях лишь в XII веке.
В 60-х годах XII века князь Андрей Боголюбский установил новый праздник — Покров Пресвятой Богородицы. Основанием послужило упоминание в житии Андрея Юродивого явления Богородицы святому. В дальнейшем празднование памяти Андрея Юродивого церковь приурочила к празднованию Покрова Пресвятой Богородицы.

## История
Оригинал жития Андрея Юродивого (Цареградского) написан около конца IX — начала X веков в Константинополе священником по имени Никифор, служившим в храме святой Софии. Древнерусский перевод создан в Северо-Западной Руси в начале XII века (или ранее), его фрагменты вошли в краткую редакцию Пролога (середина XII века).
Несмотря на то, что события описаны так, будто автор был их современником, Андрей Юродивый на самом деле жил, по-видимому, около V века, на что указывает упоминание некоторых личностей, а Никифор просто использовал при написании ранние источники.
Популярность на Руси обусловлена тем, что Андрей Юродивый называется славянином, а в более поздних переводах даже новгородцем, и тем, что содержание жития весьма любопытно. На распространение книги на Руси повлияло также то, что в житии описано явление Божией Матери святому Андрею, сыгравшее роль в установлении праздника Покрова Пресвятой Богородицы на Руси.

## Организация произведения
Житие представляет собой сборник рассказов о жизни Андрея Юродивого, хотя в некоторых из них он не выступает главным героем: к примеру, в житии много эпизодов о Епифании, добродетельном друге Андрея Юродивого. Книга также содержит раздел, где Андрей Юродивый отвечает Епифанию на разнообразные вопросы о религии и устройстве мира («Епифаниевы вопросы и ответы блаженного Андрея»). В греческом издании выделено 245 эпизодов, все они легко отделяются друг от друга. Такое устройство жития дало книжникам возможность включать разные рассказы из него в другие сборники.
Своеобразное и популярное на Руси житие служило источником для житий русских юродивых и повлияло на распространение самой идеи юродства.

## Сюжет

### Как он стал юродивым
В эпоху правления Льва Великого в Константинополе жил протоспафарий Феогност. Он купил себе множество рабов, в числе коих оказался Андрей — славянин. Отрок этот был моложе и красивее других, поэтому Феогност взял его к себе в личное служение. Андрей не умел говорить по-гречески, а потому его отправили учиться «святымъ книгамъ». Он часто ходил в церковь, читал жития святых и мечтал уподобиться им. Однажды отрок встал ночью с кровати, чтобы помолиться Богу, но пришёл демон и начал стучать в двери дома. Андрей же испугался, оставил молитву, и ему приснился первый сон. Чудилось ему, будто находится он в театре, где на одной стороне стояли ангелы, а на другой — черти. У последних был чёрный великан — тысяцкий легиона Сатаны — и никто не мог противостоять ему в борьбе. Андрей же увидел, как с гор спускается юноша с тремя венцами в руках: золотым, жемчужным и украшенным красными и белыми цветами божьего рая. И сказал юноша, что отдаст эти венцы — небесные сокровища Христа — тому, кто поборется с великаном. Андрей же одержал победу над демоном с помощью уловки и получил венцы. Юноша сказал, что если отрок будет наг и юродив ради него, то получит «многа добра». Андрей решил притвориться умалишённым, чтобы уйти от господина, который не захочет отпускать его на волю. Отрок снял с себя одежду у колодца и начал её резать, произнося бессвязные речи. Господин велел отвести Андрея в церковь святой мученицы Анастасии, которая была построена Львом Мясником. Ночью пришёл тысяцкий легиона Сатаны с секирой, чтобы погубить Андрея, но отрок молил Бога о помощи, и пришёл старец с множеством ангелов. Старец, сняв с шеи юродивого цепь, бил каждого беса 100 раз, а после надел её обратно и пообещал, что скоро отрок уйдёт из церкви по своей воле. Во втором сне Андрею причудилось, что он находится в царских палатах. Царь спросил у него, хочет ли тот служить ему, на что отрок согласился. Царь последовательно давал Андрею угощения: сладкое, похожее на снег, горькое, похожее на кидонийскую айву и благоухающее, похожее на пламя. И сказал он, что это лишь меньшее из его добра, и если юродивый будет служить царю, то станет и другом его, и наследником. Через 4 месяца Феогносту сообщили, что Андрей не исцеляется, и тогда он приказал отпустить его на волю.

### Начало жития его как юродивого
С тех пор Андрей начал скитаться по улицам, подобно Симеону Юродивому, блуждал он днями без еды и отдыха, а ночью же находил место, где спят собаки, прогонял одну из них и спал на её месте нагой и нищий. Некоторые толкали юродивого в шею и думали, что из его уст выходит пар демона и сердце его дышит паром из-за нечистого духа, который в нём находится. Однако Андрей терпеливо всё выносил.

### О блудницах
Одна из блудниц увидела Андрея и завела в публичный дом. Блудницы соблазняли его, но ничего не выходило. Праведник же увидел демона, стоящего среди них. От того исходила такая вонь гноя, что Андрей начал плеваться. Демон, видя, что юродивый гнушается блуда, спросил у него, ради добра ли он стал таким или чтобы уклоняться от работы. Андрей же лишь смеялся над нелепым бесом. Одна из блудниц предложила отнять одежду у праведника и продать её. Старшая же предложила не отпускать его нагим, а дать ему хотя бы рогожу. Некоторые прохожие давали ему просто так сребреники, потому что Иисус заботился о нём. Он садился рядом с нищими и играл с монетами, а когда те пытались отнять их — получали пощечину. И тогда другие шли на него с палками, желая отомстить за друга. Андрей же бросал монеты и убегал, а те присваивали себе его деньги.
Комментируя этот фрагмент, А. Л. Юрганов подчеркивает: «Святой смеется над прелестями мира, пребывающего во власти дьявола, чтобы обнажить тщету его усилий окончательно погубить человечество».

### Видение богатого умершего
Однажды Андрей увидел, что несут мертвеца. Это был богатый, знатный человек, за которым шло множество близких, вопивших от горя. Андрей видел, как перед свечами идёт множество бесов, для которых умерший был радостью, и они клали различные зловония на его лицо. И пришло страшное видение святому, как князь нечистых демонов, держа в руках огонь, смолу и серу, идет к гробу, чтобы опозорить тело мертвеца и сжечь его. Когда же умершего проносили мимо, Андрей увидел, как идёт красивый юноша и плачет. Праведник подумал, что тот — близкий покойника, и спросил его, почему он так плачет. А ангел ответил ему, что плачет из-за того, что дьявол забрал мертвеца к себе. У него было много грехов: он был блудник и прелюбодей, льстец и лжец, человеконенавистник, который морил голодом и наготой своих слуг, убил многих и закопал в конюшне. Покойник тот осквернил около 300 душ мерзким грехом. И теперь ангел плачет потому, что стал посмешищем для демонов.

### О повести ангела
Святой сказал, что ангел будет пребывать во благе, и посоветовал ему успокоиться, потому что мертвец заслужил такую кончину. Ангел улетел, а идущие по улице стали прогонять юродивого, считая, что тот говорит со стеной. Святой засмеялся над их неведением и молча ушёл в укромное место.

### Молитва святого за умершего
Вспомнив об умершем, Андрей начал плакать и молиться, чтобы Господь избавил того от поругания смолой и серой и чтобы тело его смогло избежать позора. Неожиданно ему пришло божье просвещение: он увидел себя на могиле того несчастного. И спустился ангел с небес с огненной палицей, прогнал всех нечистых духов.

### О могильном воре
Спустя несколько дней умерла дочь одного «болярина». Перед смертью она попросила отца похоронить её в церкви за городом. В то время был некий могильный вор, который откапывал мертвецов и снимал с них одежду. И в этот момент он наблюдал, куда несут её хоронить. Мимо проходил святой и, зная об умысле вора, решил предупредить его и сказал, что если тот украдет одежду, то затворятся врата дома его и померкнет день. Вор же ответил, что специально пойдет туда и проверит слова юродивого. Отвалив камень от гроба, вор взял саван и мафорий и хотел уже уйти, но демон сказал ему взять ещё сорочку и оставить тело нагим. Когда тот сделал это, покойница подняла руку и дала ему пощечину, из-за чего он ослеп. С тех пор он стал просить милостыню и тем кормиться, удивляясь правдивости слов юродивого.

### О вельможе, которому был противен святой
Когда Андрей играл на ипподроме, мимо проезжал «болярин», который плюнул на него. И тогда святой спросил у вельможи: «Не ты ли, говоря, что идешь на заутреннюю в церковь, на самом деле идешь к Сатане? Придет возмездие, и ты поплатишься за это.» Вельможа ускакал на коне, чтобы не посрамиться. Однажды Андрей увидел у дома того болярина ангела, который зашёл туда с огненной палицей. Он бил блудника и спрашивал, будет ли он ещё ходить к дьяволу. Мучимый 3 дня и 3 ночи вельможа испустил дух. Рассказчик говорит нам, что слышал эту историю от Андрея и записал её для того, чтобы никто больше так не блудил. У того вельможи было 2 скопца, которые искали ему блудниц или замужних женщин. Однако болярин говорил своей жене, что идет в церковь на службу. Богу противны блудники, но больше всего те, кто выдает себя за святых, а сами идут к дьяволу.
Л. Г. Дорофеева писала: «…непотребства Андрея, совершаемые им на виду у людей, вызывали у них отвращение…это его поведение указывает на гораздо худшее по своей сути и по форме поведение презиравших святого людей, в частности, этого самого плюнувшего на святого Андрея вельможи».

### О видении Святой Богородицы во Влахернах
Андрей был в церкви во Влахернах во время всенощного бдения вместе с Епифанием и его слугой. Около 11 часов вечера святой увидел Богородицу, вместе с которой были Иоанн Предтеча и Иоанн Богослов, держащие её с обеих сторон. Когда она подошла к амвону, Андрей спросил у Епифания, видит ли тот царицу мира, и тот ответил, что видит. Она преклонила колени и долго молилась, а после подошла к алтарю и продолжила молиться за людей там стоящих. Закончив, она сняла мафорий и распростерла его над стоящими там людьми. Долгое время они видели его таким, сияющим как «иликтръ». И когда она исчезла, то исчез и мафорий, но для стоящих там осталась благодать.

## Значение «Жития Андрея Юродивого» для юродских житий
В религиозном, конкретно — христианском понимании юродство трактуется как отречение от общепринятых норм жизни, в соответствии с первой заповедью блаженства — «Блаженные нищие духом». Под «блаженством» подразумеваются земные блага, от которых человек отказывается ради полной отдачи себя Богу. Юродство — духовный подвиг, подразумевающий крайнюю форму самоотречения, и особенности юродского поведения тесно связаны с исторической эпохой, в которую жил святой, и с её реалиями, поскольку именно от их сущности зависит определение земных благ, от которых человек откажется во имя достижения святости.
Так, учёные[какие?] полагают, что «Житие Андрея Цареградского (Юродивого)» стало своеобразным идеалом для юродских житий, поскольку оно выстраивается канонично, благодаря чему читатели могут с лёгкостью увидеть логику достижения героем святости. Также важно то, что самоотречение героя сходно с безумием, поскольку его поступки отличаются радикальностью, и изменения в поведении Андрея происходят крайне резко. Он отказывается от самого себя, от собственного ума, тела, всего телесного: от одежды, от людской речи, перейдя на бессвязное бормотание. Такие действия связаны со стремлением Андрея победить дьявола в борьбе за душу человека. Об этом свидетельствуют строки из Священного писания: «мудрость мира сего есть безумие пред Богом…». Так, наградой за отказ от человеческого разума считается обретение высшего разума и прозрение духовных очей. Читателей «Жития…» привлекает именно радикальность поступков Андрея Юродивого, раскрывающих тайну связи человека с Богом, и совершение подвига смирения в крайней его форме.